# Гуґо Рюстер
Гуґо Рюстер (нім. Hugo Rüster, 15 січня 1872 — 3 квітня 1962) — німецький академічний веслувальник.
Бронзовий призер Олімпійських Ігор 1900 року в складі розпашної четвірки зі стерновим A.